# Судосево
Судосево (эрз. Судозь веле) — село, административный центр Судосевского сельского поселения в Большеберезниковском районе Мордовии. Население — 412 (2010).

## Название
Название-антропоним — происходит от дохристианского мордовского имени Судось.

## География
Село находится на реке Пичелейке, в 13 км от районного центра — села Большие Березники.
В Судосево девять улиц: Березниковская, Заречная, Мордовская, Пролетарская, Рогова, Саранская, Северная, Советская, Школьная.

## История
Первое письменное упоминание — в актовых документах 1604 года.
В 1858 году в Судосево построена земская школа, в 1899 году открыта женская школа грамоты.
В 1863 году согласно «Списку населённых мест Симбирской губернии» Судосево являлось удельным селом Карсунского уезда, состоявшим из 324 дворов.
В 1869 году в селе прихожанами построен тёплый деревянный храм, не имевший колокольни, в 1895 году он был перестроен. Престол храма — во имя Всех Святых.
В 1880 году на благотворительные средства и деньги прихожан в Судосево был построен холодный, то есть не имевший отопления, деревянный храм, вместо ранее сгоревшего в 1876 году. Храм имел три престола: главный — в честь Покрова Пресвятой Богородицы, придел во имя Святителя и Чудотворца Николая,  придел во имя праведной Анны, матери Пресвятой Богородицы.
К церковному приходу также относились жители сельца Айкино.
Большой вклад в развитие села на рубеже XIX и XX веков внесла Валентина Семёновна Серова. Серовой в селе была открыта столовая, она на свои средства закупала для жителей лекарства и муку, построила новую школу, в 1892 году организовала в Судосеве сиротский дом. Вскоре Серова занялась в селе просветительской деятельностью.
В конце XIX века в Судосеве В. С. Серовой был организован один из немногих любительских оперных сельских театров в стране. Под руководством Серовой крестьянская труппа на своей сцене поставила несколько опер. В феврале 1900 года труппа судосевского оперного театра совершила гастроли в Пензу и Симбирск.
Уже после Октябрьской революции, в 1918 году, Серова, приехав в Судосево, подарила жителям библиотеку.
В 1930-е годы церковь была закрыта и, по одним источникам, — вначале частично разобрана, после чего сгорела, по другим источникам — здание церкви было отдано под школу.
В 1930 году был создан колхоз «Пролетарский путь», в 1932—1933 годах — «14-я годовщина Октября», «Путь Ильича», «День урожая», «Наш путь к социализму», с 1950 года — укрупнённое хозяйство «Путь Ильича», с 1997 года — СХПК «Надежда».

## Население
В 1900 году в Судосеве было 435 дворов с населением в 3561 человек (из них 1742 — мужчин и 1819 женщин). Этнический состав населения состоял из русских и мордвы.
По переписи 1913 года в 726 дворах Судосева проживало 4100 человек.
| 1913 | 2002 | 2010 |
| ---- | ---- | ---- |
| 4100 | ↘523 | ↘412 |

## Инфраструктура
В селе действуют основная общеобразовательная школа, дом культуры, библиотека, фельдшерско-акушерский пункт, два магазина. В селе есть действующая деревянная православная церковь Покрова Пресвятой Богородицы, построенная в 2007—2008 годах.

## Памятники
Памятник воинам, погибшим в годы Великой Отечественной войны, бюст участника Гражданской войны Н. Ф. Рогова.

## Уроженцы села
В селе Судосеве родились учёные А. И. Бальцанов, Е. И. Гусева-Першина, А. В. Севанькаева, депутат Государственной думы Федерального Собрания России В. И. Гришин, хозяйственный руководитель А. С. Кандрин, юрист И. С. Кандрин.